# Мейтус, Элиягу
Элиягу Ме́йтус (рожд. Эле (Эльюи, Илья) Ме́йтес, ивр. אליהו מייטוס‎‎; 27 сентября 1892, Кишинёв, Бессарабская губерния — 19 июня 1977, Тель-Авив, Израиль) — еврейский поэт и переводчик. Писал преимущественно на иврите.

## Биография
Эле Мейтес родился в Кишинёве в 1892 году, средним ребёнком в многодетной и состоятельной семье мануфактурщика Йойла Боруховича Мейтеса (родом из Балты) и Цейтл Эйниховны Мейтес (урождённой Авербух, 1873—?). Учился в гимназиях в Кишинёве и Одессе. С 1911 года обучался в Сорбонне, но с началом Первой мировой войны вынужден был прервать занятия и вернуться в Россию. Доучивался в Петроградском университете, затем возвратился в Бессарабию. В 1921 году стал директором еврейской гимназии в Сороках, а с 1923 года преподавал на учительских курсах в Яссах, меламедствовал в Бузэу. В 1935 году уехал в Палестину, где жил главным образом в Тель-Авиве и работал учителем.
Первое стихотворение на иврите (Лилит) опубликовал в 1910 году в журнале «hаШилоах» при поддержке Х. Н. Бялика, первое время писал также и на идише. Регулярно печатался в газете «Ал hаМишмар». В 1928 году опубликовал большую поэму «Шуламис» (Шуламит — Суламифь). В подмандатной Палестине, затем в Израиле, начиная с первого сборника 1938 года выпустил ряд поэтических книг, а также большую антологию современной поэзии, том воспоминаний о детских и юношеских годах в Кишинёве (1977), вместе со своим земляком поэтом К. А. Бертини в 1953 году составил сборник «Шай леШломо» (Подарок Шломо) в честь восьмидесятилетия бессарабского писателя Шломо Гилельса.
Широкую известность приобрёл и как переводчик, главным образом с идиша (Довид Бергельсон, Перец Маркиш, Фроим Ойербах), французского (Расин, Бальзак, Верхарн, Верлен, Андре Жид, Мопассан), румынского и русского (А. С. Пушкин, Л. Н. Толстой) языков. Впервые полностью перевёл на иврит «Fleurs du Mal» (Цветы зла) Бодлера, а в 1959 году — два тома военных воспоминаний Шарля де Голля. Стихи Мейтуса вошли в составленный В. Ф. Ходасевичем и Л. Б. Яффе «Сборник молодой еврейской поэзии» (1918).
Двоюродные племянники Э. Мейтуса — Джозеф Мейтес (англ. Joseph Meites; 1913, Кишинёв — 2005, Лансинг) — крупный американский нейрофизиолог и нейроэндокринолог; Сэмюэл Мейтес (англ. Samuel Meites; 1921, Сент-Джозеф — 2003, Колумбус) — биохимик, историк медицины, специалист в области лабораторной диагностики.

### Избранная литература
- Хиратену hаХадаша: ликутим ле-микра вэле-диклум (Наша новая свобода: собрание случаев и декламаций), Кинус: Тель-Авив, 1938.
- Ифкэр ми-ширэй Матан Коэн а-Бааль (Бесхозное имущество из стихотворений Матана Коэна а-Бааля). Тель-Авив, 1938.
- Баладот ми-ноф а-иеладот (стихотворения). Тель-Авив, 1954.
- Маавик Лахарут (военные воспоминания де Голля в 2 тт.), Ам hаСефер: Тель-Авив, 1959.
- Пирхей hаРоа (цветы зла Бодлера), Тель-Авив, 1962.
- Кирья Левана — Ди вайсэ штот (белый город, двуязычное издание стихов Фроима Ойербаха на идише и иврите), Игуд Олами Шел Иехудэ Бесарабия — И. Л. Перец Фарлаг: Тель-Авив, 1960.
- БиМахицатам Шел Софрим: пирке зихронот ми-йемэ шахрут (рядом с писателями, мемуары), Явнэ: Тель-Авив, 1977.